# Uspienskoje (Kraj Krasnodarski)
Uspienskoje (ros. Успенское) – wieś w Rosji, w Kraju Krasnodarskim, ośrodek administracyjny rejonu uspieńskiego. W 2010 liczyła 12 409 mieszkańców.